# Middelwatering
Middelwatering is een woonwijk in de Capelle aan den IJssel, in de Nederlandse provincie Zuid-Holland. De wijk heeft 16.185 inwoners (2017) en vormt het centrum van Capelle. In Middelwatering vindt men onder andere Winkelcentrum De Koperwiek en het gemeentehuis.

## Middelwatering-West
Middelwatering-West heeft ongeveer 3600 inwoners, en is opgedeeld in vijf buurten;
- De Plaatsenbuurt met gestapelde huur- en koopwoningen.
- De Dichtersbuurt bestaat uit eengezinswoningen (huur en koop).
- De Rozenburcht bestaat uit een verzorgingshuis en seniorenwoningen.
- De Rondelenbuurt die uit gestapelde huur- en koopwoningen bestaat.
- De Ketensedijk en IJsselzoom met enkele vrijstaande woningen en koopappartementen.

De wijk ligt tussen de Hollandsche IJssel, de Abram van Rijkevorselweg, de Algeraweg en de Slotlaan. Bij de Slotlaan bevindt zich een metrostation. De stedenbouwkundige structuur van Middelwatering-West stamt uit de jaren 60 en 70, en kent een rechthoekige structuur.
Aan de P.C Boutensingel ligt golfslagbad De Blinkert, met een fitnesscentrum. Ook is er een vestiging van het Comenius College. Aan het Valeriusrondeel vindt men de Westerkerk, jaarlijks het startpunt van de stille tocht voor de Nationale Dodenherdenking op 4 mei.

## Middelwatering-Oost
Deze wijk beslaat het gebied tussen de Couwenhoekseweg en de Slotlaan.
Dit gedeelte van Middelwatering omvat het centrum van Capelle aan den IJssel. In deze wijk ligt winkelcentrum "De Koperwiek", het grootste winkelcentrum van Capelle aan den IJssel. Alhier is ook het gemeentehuis gevestigd. Bij dit winkelcentrum ligt ook een metrostation: Capelle Centrum.
Bij de Slotlaan ligt een kleiner winkelcentrum: winkelcentrum Slotplein. Dit is eigenlijk een winkelcentrum voor de bewoners van Middelwatering-West, dat zelf geen winkelcentrum heeft.

## Wijkoverlegplatform Middelwatering
Het doel van het overlegplatform is het verbeteren van de leefbaarheid en veiligheid in de wijk. Er zijn regelmatig bijeenkomsten van belanghebbenden met de gemeentelijke overheid waar afspraken worden gemaakt. 
Dorp: Capelle aan den IJssel      Buurtschap: 's-Gravenweg

Wijken: Fascinatio · Rivium · 's-Gravenland · Middelwatering · Oostgaarde · Schenkel · Schollevaar · West

Zuid-Holland: Steden en dorpen      Nederland: Provincies · Gemeenten